# František Hrnčíř

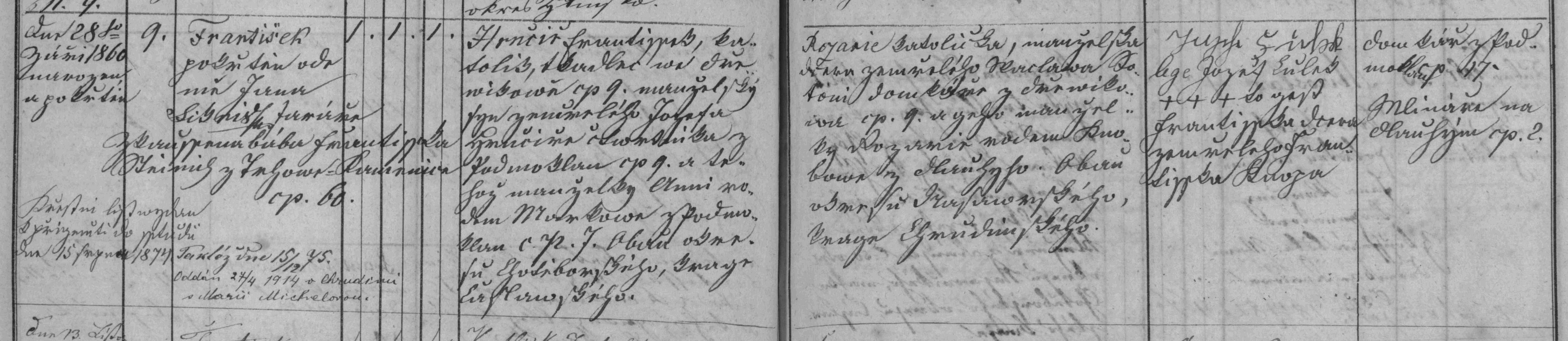
matriční zápis o narození a křtu Františka Hrnčíře (matrika N index N 1859-1871 územní rozsah: Trhová Kamenice – Dřevíkov (SOA Zámrsk))

František Hrnčíř (29. září 1860, Dřevíkov u Trhové Kamenice - 12. června 1928, Poděbrady) byl vlastenecký učitel a spisovatel, zejména historických knih pro mládež.

## Život a působení
Studoval v Hradci Králové a v Jičíně, působil jako učitel na různých místech, pro své vlastenecké nadšení nakonec přesazen do Bobnic u Nymburka. Napsal množství článků a fejetonů do různých pedagogických časopisů a vydal přes 100 povídek, dětských báchorek a loutkových her, zčásti pod pseudonymy Figulus, Fr. Drnkačka, K. Antor aj. Napsal populární knihy o dějinách téměř všech evropských národů a nejznámější byly jeho "Obrázkové dějiny národa československého", které vyšly v několika vydáních. Působil také jako redaktor a nakladatel.

## Z díla
- Podivné přátelství (1884)
- O dětské literatuře (1887).
- Eliška Přemyslovna (1888)
- Obrázky z dějin českých (1888)
- Národní hádanky z Čech, Moravy a Slezska (1888)
- Kolébka lidstva (1891)
- Pták, který mluví; Dva pavouci (1891)
- Královské město Nymburk nad Labem (1894)
- Evropa (1899)
- Dějepis národa českého (1911)
- Obrázkové dějiny národa československého (1924)
- Obrázkové dějiny světové I./II. (1925-6)[3]

## Galerie

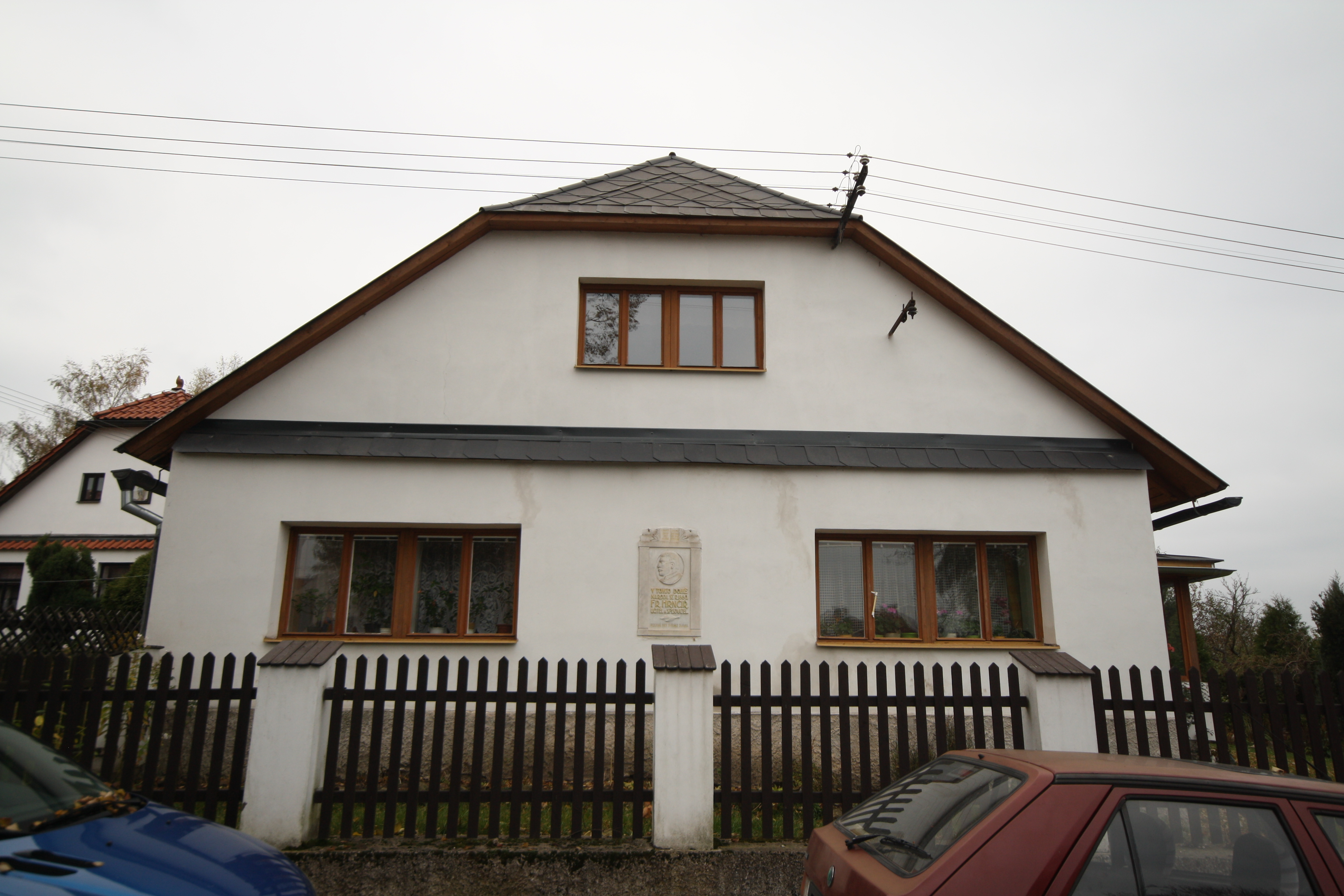
Rodný dům učitele Frantička Hrnčíře v Dřevíkově, okr. Chrudim
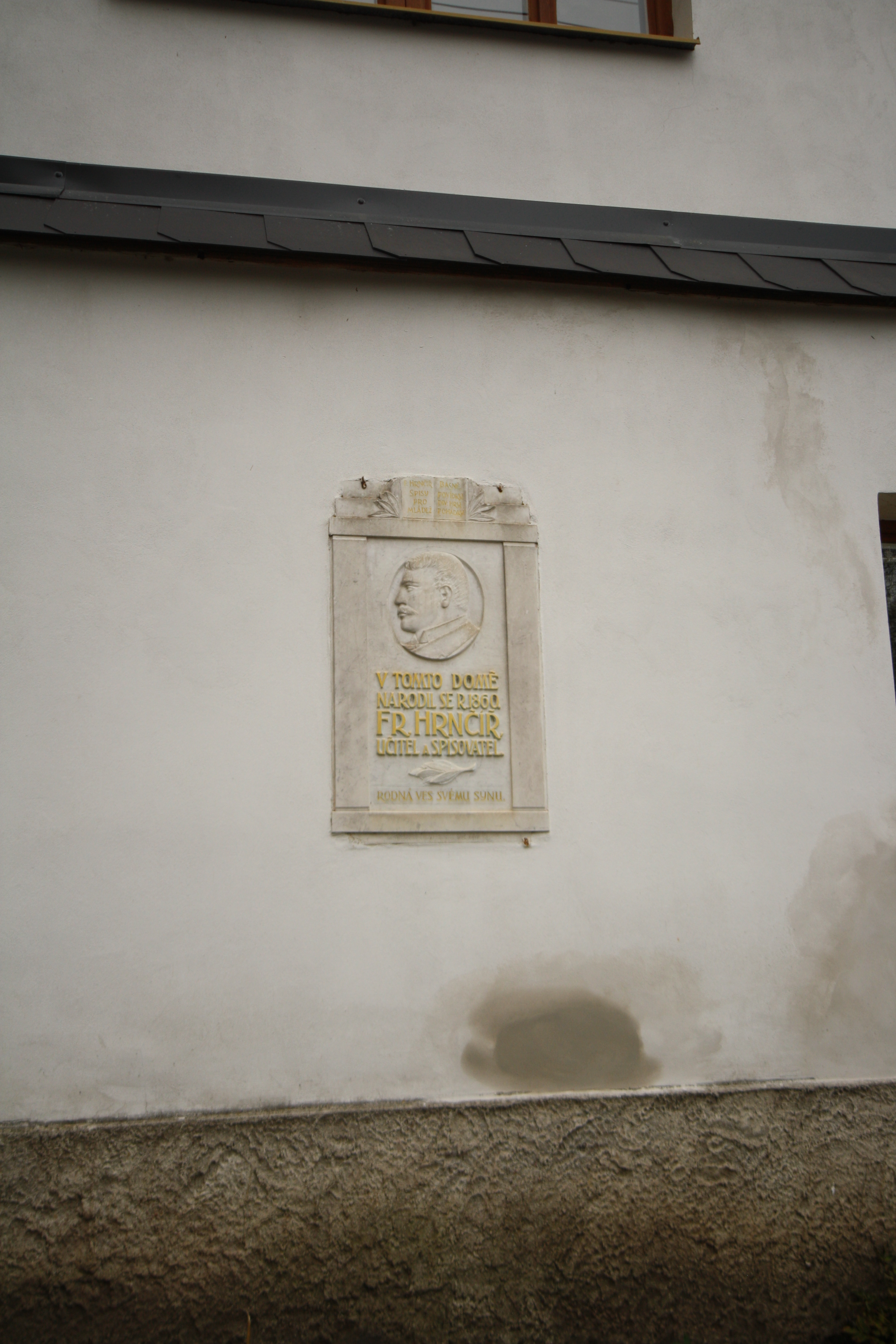
Pamětní deska na rodném domě Františka Hrnčíře v Dřevíkově, okr. Chrudim